# 刺手短浆蟹
刺手短浆蟹（学名：Thalamita spinimana）为梭子蟹科短浆蟹属的动物。分布于马来群岛、澳大利亚、新喀里多尼亚以及中国大陆的海南岛等地，生活环境为海水，常栖息于水深30米左右的沙石底。